# フタラジン
フタラジン(Phthalazine)は、化学式C8H6N2の複素環式化合物である。キノキサリン、シンノリン、キナゾリン等の他のナフチリジンとは異性体の関係にある。

## 合成
フタラジンは、w-テトラブロモオルトキシレンとヒドラジンの縮合反応またはリンとヨウ化水素を用いたクロルフタラジンの還元によって生成される。

## 性質
塩基性であり、有機ヨウ素化合物との付加生成物を作る。

## 反応
過マンガン酸カリウムで酸化すると、ピリダジンジカルボン酸が生成する。亜鉛と塩化水素により分解されて、オルトキシレンジアミンを生成する。濃ヒドラジンとオルトフタルアルデヒド酸からは、ケトヒドロ誘導体のフタラゾンが得られる。塩化ホスホリルで処理すると、クロルフタラジンが生成する。これは、亜鉛と塩化水素によりイソインドールを与え、スズと塩化水素によりフタルイミジンを与える。